# میان‌افزار رباتیک
میان‌افزار رباتیک میانافزاری است که در سیستم پیچیده نرم‌افزاری کنترل ربات استفاده می‌شود.
"... میان‌افزار رباتیک برای مدیریت پیچیدگی و ناهمگونی برنامه‌های کاربردی و سخت‌افزار و ارتقا امکان یکپارچه‌سازی با فناوری‌های جدید، سهولت طراحی نرم‌افزار، پنهان‌کردن پیچیدگی ارتباطات سطح پایین و ناهمگونی حسگرها [از دید کاربر برنامه‌نویس]، بهبود کیفیت نرم‌افزار، قابلیت استفاده مجدد از نرم‌افزارهای رباتیک زیرساختی در بین پژوهش‌های جداگانه، و کاهش هزینه تولید [نرم‌افزار] طراحی شده‌است."
می‌توان آن را به عنوان «چسب نرم‌افزاری» که امکان اتصال نرم‌افزارهای مختلف را فراهم می‌آورد، برای کمک به سازندگان ربات جهت تمرکز روی حوزه‌های تخصصی خود (بجای هدر دادن زمان برای توسعه موارد مذکور در توصیف بالا) کرد.

## پروژه‌های میان‌افزار رباتیک
طیف گسترده‌ای از پروژه‌های مربوط به میان‌افزار رباتیک وجود دارد که هیچ‌یک از آن‌ها از جهت میزان استفاده غالب نیستند- حقیقت این است که بسیاری از سیستم‌های رباتیک فاقد میان‌افزار رباتیک هستند.

### پروژه بازیکن (Player Project)
بازیکن پروژه یک پروژه جهت ایجاد نرم‌افزار رایگان برای تحقیقات در زمینه سیستم‌های رباتیک و حسگر است.

### میان‌افزار RT
میان‌افزار RT یک چارچوب استاندارد برای ربات‌های برپایه تکنولوژی اشیا توزیع‌شده‌است.

### Urbi
Urbi یک چارچوب نرم‌افزاری متن‌باز و مستقل از سکو (cross-platform) است که به زبان ++C برای توسعه برنامه‌های رباتیک و سیستم‌های پیچیده نوشته شده‌است.

### MIRO
Miro یک چارچوب شی‌گرا برای کنترل ربات‌های موبایل، برپایه CORBA است.

### OpenRDK
OpenRDK یک چارچوب نرم‌افزاری متن‌باز برای رباتیک جهت توسعه ماژول‌های با وابستگی کم است.

### ROS
ROS, (سیستم عامل ربات) مجموعه ای از چارچوب‌های نرم‌افزاری برای توسعه نرم‌افزار ربات است که قابلیت‌هایی شبیه سیستم‌عامل روی یک کلاستر از کامپیوترهای ناهمگون (Heterogeneous computer cluster) فراهم می‌نماید.

### YARP
YARP یک بسته نرم‌افزاری متن‌باز که به زبان ++C نوشته شده برای اتصال حسگرها، پردازنده‌ها و محرک‌های ربات به یکدیگر است.